# DeepSeek
DeepSeek (čínsky 深度求索, pinyin Shēndù Qiúsuǒ) je čínská společnost zabývající se umělou inteligencí, která vyvíjí open-source velké jazykové modely (LLM). Společnost je financována výhradně čínským hedge fondem High-Flyer. Obě společnosti, DeepSeek i High-Flyer, sídlí v Chang-čou v provincii Če-ťiang. Hlavní osobou firmy je Liang Wenfeng.

## Pozadí
Společnost High-Flyer založili v roce 2015 tři inženýři z Čeťiangské univerzity, kteří začali během finanční krize v letech 2007–2008 ještě jako studenti obchodovat s cennými papíry. Firma využívala strojové učení k obchodování s akciemi. V roce 2019 založili firmu High-Flyer AI, která se věnovala výzkumu AI algoritmů a jejich základních aplikací. Do roku 2021 všechny strategie High-Flyer využívaly AI, a proto byla firma srovnávána s americkým hedge fondem Renaissance Technologies.
V dubnu 2023 High-Flyer oznámil, že vytvoří novou nezávislou divizi pro výzkum umělé obecné inteligence, která nebude využívána k obchodování s akciemi a bude oddělena od finančního byznysu High-Flyer. V květnu 2023 byla tato společnost spuštěna pod názvem DeepSeek. Práce firmy DeepSeek je financován společností High-Flyer. Rizikové kapitálové společnosti se totiž do financování nehrnuly, protože bylo nepravděpodobné, že by společnost byla schopna v krátkém časovém období dosáhnout exitu.
Po vydání DeepSeek-V2 v květnu 2024, které nabízelo vysoký výkon za nízkou cenu, se DeepSeek stal katalyzátorem cenové války na trhu s AI modely v Číně. Byl rychle označen jako „Pinduoduo v AI“ a další velké technologické společnosti jako ByteDance, Tencent, Baidu a Alibaba začaly snižovat ceny svých AI modelů, aby DeepSeeku dokázaly konkurovat. Navzdory nízké ceně byl DeepSeek ve srovnání se svými konkurenty ziskový, a oni prodělávali.
Zatím se DeepSeek zaměřuje výhradně na výzkum a nemá podrobné plány pro komercializaci. Při náboru nových zaměstnanců preferuje DeepSeek technické schopnosti před pracovními zkušenostmi, takže většina nových zaměstnanců jsou buď čerství absolventi univerzit, nebo vývojáři, kteří za sebou nenají zvláštní kariéru v oboru AI.
Než americká vláda uvalila na Čínu omezení týkající se čipů s umělou inteligencí, zakladatel Liang si vytvořil zásobu více než 10 000 grafických procesorů Nvidia A100. Některé odhady uvádějí až 50 000 kusů.

## Kontroverze
DeepSeek čelí kritice kvůli obavám o bezpečnost dat a šíření propagandy. Aplikace ukládá uživatelská data na serverech v Číně a Liang Wenfeng má blízké konexe na Komunistickou stranu Číny, což vyvolává obavy z možného přístupu čínské vlády k těmto informacím. Chatbot poskytuje odpovědi v souladu s oficiálními čínskými postoji, například ohledně lidských práv nebo statusu Tchaj-wanu, což vyvolává obavy z šíření dezinformací a cenzury. Offline verze ale cenzurována být nemusí.
Tyto kontroverze vedly k výzvám odborníků k opatrnosti při používání aplikace DeepSeek, zejména kvůli možným rizikům spojeným s ochranou soukromí a národní bezpečností. Někteří odborníci varují před nahráváním citlivých informací do aplikace a upozorňují na riziko šíření dezinformací a možného zneužití dat čínskou vládou.
Izraelsko-americká společnost zaměřená na kybernetickou bezpečnost Wiz Research v lednu 2025 upozornila množství nezabezpečených dat, volně dostupných na internetu. Bez zabezpečení podle ní zůstaly digitální softwarové klíče a protokoly chatu, které podle všeho zachycovaly prompty odesílané uživateli. DeepSeek na dotaz agentury Reuters uvedl, že po upozornění data neprodleně zabezpečil.
Národní úřad pro kybernetickou a informační bezpečnost vydal 9. 7. 2025 varování před některými produkty společnosti DeepSeek. Ve stejný den přijala Vláda České republiky usnesení č. 537, kterým uložila povinnost zajistit, že ministerstva, úřady a další orgány státní správy nebudou pro výkon jejich pravomocí využívat služby a řešení poskytované společností DeepSeek.

## Verze jazykových modelů Deepseek
Dne 2. listopadu 2023 DeepSeek představil svůj první model, DeepSeek Coder. Model je zdarma pro výzkumníky i komerční uživatele a je plně open source. Kód modelu je licencován pod licencí MIT s dodatkem licenční smlouvy týkajícím se „otevřeného a zodpovědného použití“ modelu.
Dne 29. listopadu 2023 DeepSeek spustil DeepSeek LLM, který dosáhl 67 miliard parametrů. Měl konkurovat jiným dostupným LLM s výkonem blízkým GPT-4, nicméně měl potíže v oblasti výpočetní efektivity a škálovatelnosti. Byla také vydána chatbotová verze tohoto modelu s názvem DeepSeek Chat.

### Model V2
V květnu 2024 byl spuštěn DeepSeek-V2. Financial Times uvedl, že byl levnější než jeho konkurenti, s cenou 2 jüany za milion výstupních tokenů. Žebříček LLM University of Waterloo Tiger Lab zařadil DeepSeek-V2 na sedmé místo.

### Model V3
V prosinci 2024 byl spuštěn DeepSeek-V3. Obsahoval 671 miliard parametrů a byl trénován přibližně 55 dní na datasetu 14,8 bilionu tokenů za cenu 5,58 milionu USD, což je výrazně méně zdrojů ve srovnání s konkurenty. Benchmarky ukázaly, že překonal modely Llama 3.1 a Qwen 2.5 a dosáhl srovnatelného výkonu s GPT-4o a Claude 3.5 Sonnet. Optimalizace DeepSeeku na omezené zdroje zdůraznila potenciální limity amerických sankcí na vývoj AI v Číně. Noviny The Hill popsaly vydání tohoto modelu jako „Sputnikovou událost“ americké AI, čímž je přirovnaly k šoku Američanů ve chvíli, když Sovětský svaz dokázal na oběžnou dráhu vyslat první umělou družici Země.
Model funguje jako komise expertů s Multi-head Latent Attention Transformerem a obsahuje 256 specializovaných expertů a 1 sdíleného experta. Každý token aktivuje 37 miliard parametrů a více.
| Fáze               | Náklady v tisících GPU hodin | Náklady v milionech USD |
| ------------------ | ---------------------------- | ----------------------- |
| Předtrénování      | 2664                         | 5,328                   |
| Rozšíření kontextu | 119                          | 0,24                    |
| Ladění             | 5                            | 0,01                    |
| Celkem             | 2788                         | 5,576                   |

### Model R1
V listopadu 2024 byl uveden model DeepSeek R1-Lite-Preview, trénovaný pro logické usuzování, matematické uvažování a řešení problémů v reálném čase. Ukázal se jako srovnatelný s modelem o1 od OpenAI.
Dne 20. ledna 2025 byly vydány modely DeepSeek-R1 a DeepSeek-R1-Zero. Byly založeny na V3-Base. Mají MIT licenci, jsou open-source a volně použitelné. Stejně jako V3 je každý z nich založený na technice mixture of experts s 671 miliardami parametrů celkem a 37 miliardami aktivovaných parametrů při generování odpovědi. Společnost také vydala modely „DeepSeek-R1-Distill“, které však nejsou přímo založeny na R1. Místo toho jsou podobné jiným open-weight modelům, jako jsou LLaMA a Qwen, a byly doladěny na syntetických datech generovaných R1.
R1-Zero je trénován čistě pomocí zpětnovazebního učení (RL) pomocí metody group relative policy optimization (GRPO). Systém odměn je založen na pravidlech a skládá se hlavně ze dvou typů odměn: odměn za přesnost a odměn za formát.
R1 se v únoru 2025 nepodařilo projít bezpečnostními testy a umožňuje tak uživatelům obejít zabezpečený režim, poradí tak uživatelům s ilegálními aktivitami, nebo se objevily bezpečnostní díry v API nebo v zabezpečení databází.

## Janus-Pro-7B
Ke konci ledna 2025 vydali čínští výzkumníci model pro tvorbu obrázků Janus-Pro-7B, který dle benchmarků předčil model DALL-E 3 od Open AI.